# Gibasis

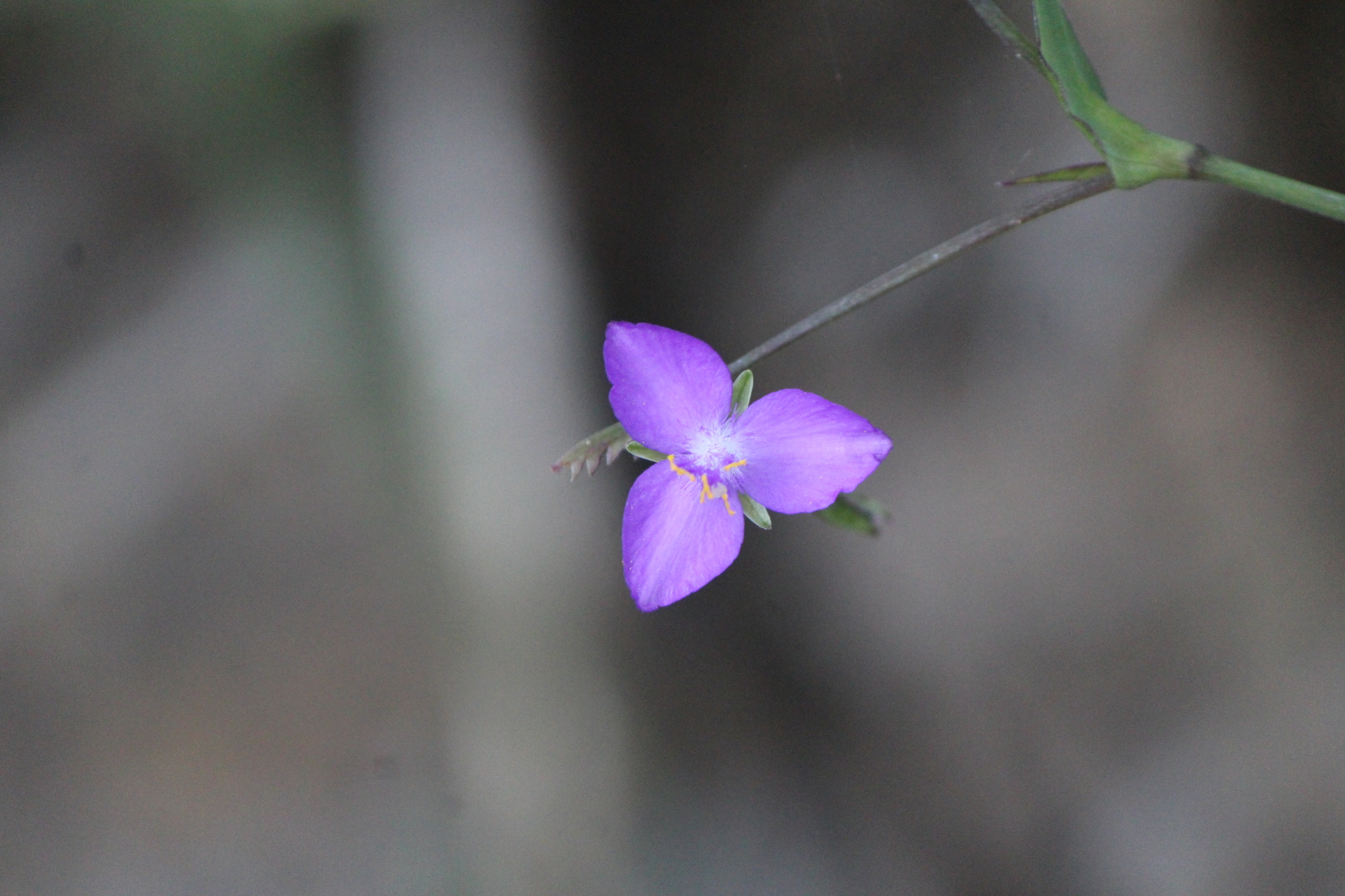
Kwiat Gibasis pulchella

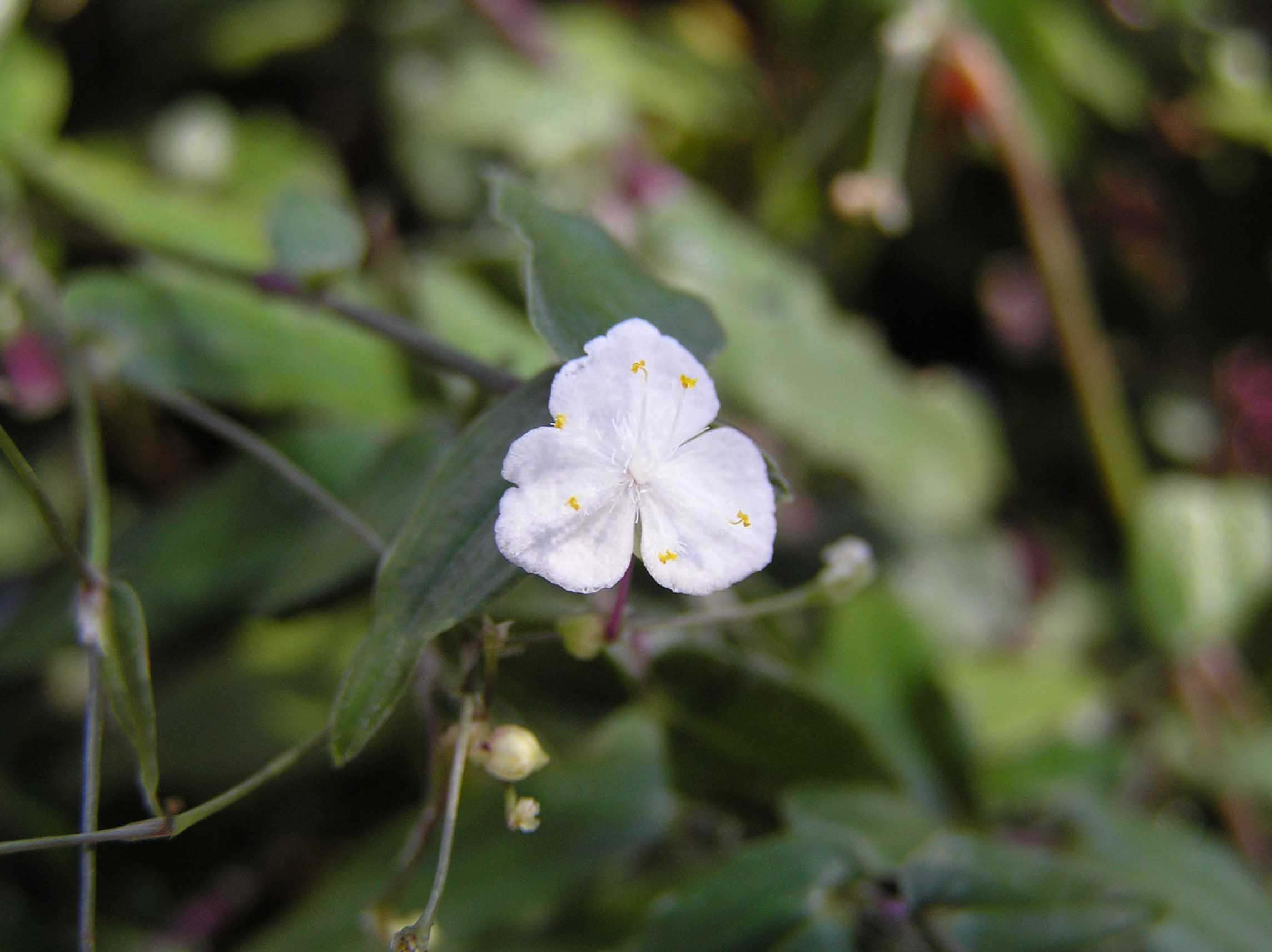
Gibasis linearis

Gibasis Raf. – rodzaj roślin z rodziny komelinowatych. Obejmuje 14 gatunków występujących w Ameryce Środkowej i Południowej (od Meksyku i Kuby po północną Argentynę). Gatunki uprawiane jako rośliny ozdobne zostały introdukowane poza obszarem naturalnego występowania: G. geniculata na Jawie, a G. pellucida w południowych Stanach Zjednoczonych, w Południowej Afryce oraz w południowo-wschodniej Australii i Nowej Zelandii.
Nazwa naukowa rodzaju pochodzi od łacińskich słów gibbus (nabrzmiały, spuchnięty) i basis (nasada, baza). 

## Morfologia
PokrójJednoroczne lub wieloletnie rośliny zielne o zróżnicowanym pokroju, osiągające do 60 cm wysokości.
KorzenieBulwiaste lub włókniste.
LiścieUlistnienie naprzemianległe (dwuszeregowe). Blaszki liściowe siedzące, wąsko równowąskie do lancetowatych, podługowato-lancetowatych i szeroko jajowatych, nagie do gęsto omszonych. U gatunków kseromorficznych, o korzeniach bulwiastych, blaszki liściowe są zwykle wąskie, natomiast u gatunków mezomorficznych, o korzeniach włóknistych, są zwykle szerokie.
KwiatyZebrane w dwurzędki wyrastające na szypułach niemal wierzchołkowo na pędzie, w parach lub do kilkunastu tworzących baldachowaty kwiatostan złożony. Oś główna dwurzędki zwykle ostro zagięta lub zakrzywiona w miejscu łączenia z szypułą. Podsadka kwiatostanu przypominająca liść lub niepozorna. Przysadki bardzo drobne, nakładające się na siebie, położone na szypułce w dwóch równoległych szeregach. Szypułki dobrze rozwinięte. Okwiat promienisty; listki okwiatu wolne, trzy wewnętrznego okółka białe lub fioletowe, różowe do fioletowoniebieskich. Sześć pręcików równej wielkości, o szeroko trójkątnych łącznikach i obrotnych główkach oraz bródkowatych nitkach. Zalążnia trójkomorowa z dwoma zalążkami w każdej komorze. Szyjka słupka zwieńczona drobnym, główkowatym znamieniem.
OwoceTrójkomorowe torebki.

## Biologia i ekologia
RozwójTworzące kępy geofity korzeniowobulwiaste, płożące lub wznoszące się chamefity lub rośliny jednoroczne (G. triflora).
SiedliskoGatunki z sekcji Heterobasis zasiedlają wilgotne miejsca w lasach deszczowych, na wysokości do 1680 m n.p.m. Gatunki z sekcji Gibasis zasiedlają zacienione brzegi strumieni i rzek, mokre skały oraz wilgotne żleby i zbocza w lasach sosnowo-dębowych i lasach  jodłowych, a także trawiaste zbocza wapienne w matorralu, na wysokości do 2400 m n.p.m.
Cechy fitochemiczneW liściach, kwiatach i łodygach roślin z tego rodzaju obecny jest 3,7,3'-glukozyd cyjanidyny. Gibasis pellucida zawiera flawonoid karlinozyd.
GenetykaPodstawowa liczba chromosomów x u roślin z tego rodzaju wynosi 4, 5 lub 6, natomiast liczba diploidalna (2n) to 10, 12, 15, 16, 20, 22, 30, 32 lub 48. Badania kariotypu roślin z gatunku Gibasis pellucida, w przypadku których spotyka się osobniki diploidalne (2n = 10, przy x = 5) oraz tetraploidalne (2n = 16, przy x = 4), wykazały, że podstawowy garnitur chromosomów u roślin z x = 5 składa się z 2 chromosomów metacentrycznych i 3 akrocentrycznych (2M + 3A), podczas gdy u roślin z x = 4 jest to 3M + 1A, co oznacza, że u roślin z tego gatunku doszło do pojedynczej translokacji robertsonowskiej pary chromosomów akrocentrycznych. Podobne zjawisko odnotowano u G. linearis i G. venustula.

## Systematyka
Pozycja systematycznaRodzaj z podplemienia Tradescantiinae w plemieniu Tradescantieae podrodziny Commelinoideae w rodzinie komelinowatych (Commelinaceae).
Wykaz gatunków w podziale rodzaju wg Hunta (1986)
- sekcja Heterobasis – korzenie niebulwiaste, blaszki liściowe podługowato-lancetowate do szeroko jajowatych, zwykle gęsto omszone, okwiat biały, chromosomy małe (x=8), w tkankach obecne siarczanowane kwasy fenolowe, zasiedlają wilgotne obszary w strefie klimatu tropikalnego
  - Gibasis geniculata (Jacq.) Rohweder
  - Gibasis oaxacana D.R.Hunt
- sekcja Gibasis – korzenie bulwiaste lub nie, liście wąsko równowąskie do lancetowatych, rzadko jajowate, nagie lub rzadko omszone, zwykle z barwnym okwiatem, chromosomy duże (x = 4, 5 lub 6), siarczanowane kwasy fenolowe nieobecne, zasiedlają obszary średnio i zmiennowilgotne do półsuchych w strefie klimatu subtropikalnego do chłodnego umiarkowanego
  - Gibasis chihuahuensis (Standl.) Rohweder
  - Gibasis consobrina D.R.Hunt
  - Gibasis karwinskyana (Schult. & Schult.f.) Rohweder
  - Gibasis linearis (Benth.) Rohweder
  - Gibasis matudae D.R.Hunt
  - Gibasis pauciflora (Urb. & Ekman) D.R.Hunt
  - Gibasis pellucida (M.Martens & Galeotti) D.R.Hunt
  - Gibasis pulchella (Kunth) Raf.
  - Gibasis triflora (M.Martens & Galeotti) D.R.Hunt
  - Gibasis venustula (Kunth) D.R.Hunt
- incertae sedis (opisane po publikacji Hunta)
  - Gibasis gypsophila B.L.Turner
  - Gibasis hintoniorum B.L.Turner

## Znaczenie użytkowe
Różne gatunki, w szczególności Gibasis pellucida uprawiane są jako rośliny ozdobne.